# Sugó
Sugó (Șugău), település Romániában, a Partiumban, Máramaros megyében.

## Fekvése
Máramarossziget mellett fekvő település.

## Története
Sugó (Șugău) korábban Máramarossziget része volt. 1956-ban mint várost alkotó település szerepelt.
1966-ban 728 lakosa volt. Ebből 722 román, 6 magyar volt.
A 2002-es népszámláláskor 795 lakost számoltak itt össze, melyből 760 román, 1 magyar, 33 cigány volt.